# Desecration Smile
Desecration Smile är en låt av bandet Red Hot Chili Peppers, utgiven på albumet Stadium Arcadium från 2006. Den släpptes även som fjärde singel från albumet i februari 2007.
En video har gjorts till låten, regisserad av Gus Van Sant. Videon är filmad i sin helhet i en enda tagning med en kamera.

## Låtlista, singelutgåva
CD 1
1. "Desecration Smile"
2. "Joe" (tidigare outgiven)

CD 2
1. "Desecration Smile"
2. "Funky Monks" (live)
3. "Save This Lady" (tidigare outgiven)